# بيرني رودريغيز
بيرني رودريغيز (بالإسبانية: Berni Rodríguez)‏ مواليد 7 يونيو 1980 في مالقة، أندلوسيا، إسبانيا، هو لاعب كرة سلة إسباني بدأ مسيرته الاحترافية في سنة 1998 يلعب مع فريق نادي إشبيلية لكرة السلة في الدوري الإسباني لكرة السلة ويحمل الرقم 41. يبلغ طوله 6 قدم 5.75 بوصة (2.0 م). مثّل منتخب بلاده. شارك في مسابقة كرة السلة في الألعاب الأولمبية الصيفية.

## فرق لعب لها
- بالونكيستو مالقا
- سي بي مورسيا
- نادي إشبيلية لكرة السلة

## روابط خارجية
- بيرني رودريغيز على موقع الاتحاد الدولي لكرة السلة (الإنجليزية)
- بيرني رودريغيز على موقع الدوري الأوروبي لكرة السلة (الإنجليزية)
- بيرني رودريغيز على موقع الدوري الإسباني لكرة السلة (الإسبانية)
- بيرني رودريغيز على موقع كرة السلة الأوروبية.كوم (الإنجليزية)
- بيرني رودريغيز على موقع ريلجم (الإنجليزية)
- بيرني رودريغيز على موقع بروبوليرز (الإنجليزية)
- بيرني رودريغيز على موقع سبورتس رفرنس (الإنجليزية)
- بيرني رودريغيز على موقع أوليمبيديا (الإنجليزية)